# 社內相親 (香港電視劇)
《社內相親》（英語：Business Proposal）是MakerVille出品的時裝電視劇，改編自韓國SBS同名電視劇《社內相親》，由盧瀚霆、呂爵安、陳漢娜、沈殷怡主演，並於2023年11月27日至2023年12月15日在ViuTV播出。製作特輯《製作中－社內相親 KISS篇》於11月25日（星期六）23:40-23:45播出，《製作中－社內相親 親友篇》於11月26日（星期日）23:25-23:30播出。本劇為《ViuTV年中無休2023節目發佈會》及《ViuTV 2024》節目巡禮劇集之一。
本劇由「貸款專家康業金融科技」冠名贊助。

## 角色
| 演員     | 角色                                                           | 簡要介紹 |
| -------- | -------------------------------------------------------------- | --- |
| 盧瀚霆   | 姜泰武                                                         | 劇中飾演高賦國際飲食集團行政總裁，設定上是姜德權之孫，原著角色為姜泰武，其童年角色由楊子漮飾演。                       |
| 呂爵安   | 章成勳                                                         | 劇中飾演姜泰武之秘書，原著角色為車成勳。                                                                               |
| 陳漢娜   | 孫賀利                                                         | 劇中飾演高賦國際飲食集團食品研發部（一組）資深研究員，設定上是李民宇之好友，原著角色為申夏莉，其童年角色由袁聖焮飾演。 |
| 沈殷怡   | 陳映書                                                         | 劇中飾演海陽集團區域總經理，原著角色為陳映書。                                                                         |
| 羅家英   | 姜德權                                                         | 特別演出，劇中飾演高賦國際飲食集團董事長，設定上是姜泰武之爺爺，原著角色為姜多俱。                                     |
| 陳俞希   | 呂伊婷                                                         | 劇中飾演高賦國際飲食集團食品研發部（一組）經理，原著角色為呂依主。                                                     |
| 麥沛東   | 桂彬                                                           | 劇中飾演高賦國際飲食集團食品研發部（一組）副經理，原著角色為季彬。                                                     |
| 葛綽瑤   | 金穎姿                                                         | 劇中飾演高賦國際飲食集團食品研發部（一組）職員，原著角色為金惠知。                                                     |
| 張啟樂   | 張寶文                                                         | 劇中飾演姜德權之保鑣。                                                                                                 |
| 曹查理   | 陳佳善                                                         | 劇中設定上是陳映書之父，原著角色為陳會長。                                                                             |
| 蔡宛珊   | 趙友晶                                                         | 劇中飾演海陽集團銷售總監，設定上是陳映書之表姐，原著角色為趙友貞。                                                     |
| 歐陽偉豪 | 孫仲楷                                                         | 劇中飾演孫賀利之父，原著角色為申重楷。                                                                                 |
| 盧覓雪   | 韓美媚                                                         | 劇中飾演孫賀利之母，原著角色為韓薇慕。                                                                                 |
| 陳建博   | 孫浩民                                                         | 劇中飾演孫賀利之弟，原著角色為申夏民，其童年角色由袁柏軒飾演。                                                         |
| 陳安立   | 李民宇                                                         | 劇中為金穎姿之約會對象，設定上是孫賀利之好友，原著角色為李民宇。                                                       |
| 余潔     | 曾思敏                                                         | 劇中飾演李民宇之女友，設定上是孫賀利之大學同學，原著角色為高宥羅。                                                     |
| 潘雲峰   | 湯興                                                           | 劇中設定上是陳映書之鄰居，原著角色為申政宇。                                                                           |
| 吳浩康   | 劇中電視劇《奮鬥吧！美玲》角色，原著電視劇名稱：《加油！金熙》 | 劇中電視劇《奮鬥吧！美玲》角色，原著電視劇名稱：《加油！金熙》                                                         |
| 艾妮     | 劇中電視劇《奮鬥吧！美玲》角色，原著電視劇名稱：《加油！金熙》 | 劇中電視劇《奮鬥吧！美玲》角色，原著電視劇名稱：《加油！金熙》                                                         |
| 馬錫忠   | 劇中電視劇《奮鬥吧！美玲》角色，原著電視劇名稱：《加油！金熙》 | 劇中電視劇《奮鬥吧！美玲》角色，原著電視劇名稱：《加油！金熙》                                                         |
| 盧愛華   | 劇中電視劇《奮鬥吧！美玲》角色，原著電視劇名稱：《加油！金熙》 | 劇中電視劇《奮鬥吧！美玲》角色，原著電視劇名稱：《加油！金熙》                                                         |
| 羅卓菲   | 劇中電視劇《奮鬥吧！美玲》角色，原著電視劇名稱：《加油！金熙》 | 劇中電視劇《奮鬥吧！美玲》角色，原著電視劇名稱：《加油！金熙》                                                         |
| 章豪傑   | 劇中電視劇《奮鬥吧！美玲》角色，原著電視劇名稱：《加油！金熙》 | 劇中電視劇《奮鬥吧！美玲》角色，原著電視劇名稱：《加油！金熙》                                                         |
| 陳則平   | 劇中電視劇《奮鬥吧！美玲》角色，原著電視劇名稱：《加油！金熙》 | 劇中電視劇《奮鬥吧！美玲》角色，原著電視劇名稱：《加油！金熙》                                                         |
| 徐慣國   | 劇中飾演高賦國際飲食集團高層。                                 | 劇中飾演高賦國際飲食集團高層。                                                                                         |
| 利耀堂   | 劇中飾演高賦國際飲食集團高層。                                 | 劇中飾演高賦國際飲食集團高層。                                                                                         |
| 蕭永倫   | 劇中飾演高賦國際飲食集團高層。                                 | 劇中飾演高賦國際飲食集團高層。                                                                                         |
| 陳穎妮   | 劇中飾演高賦國際飲食集團食品研發部經理。                       | 劇中飾演高賦國際飲食集團食品研發部經理。                                                                               |
| 芸雅     | 劇中飾演高賦國際飲食集團食品研發部經理。                       | 劇中飾演高賦國際飲食集團食品研發部經理。                                                                               |
| 尹嘉裕   | 劇中飾演高賦國際飲食集團職員。                                 | 劇中飾演高賦國際飲食集團職員。                                                                                         |
| 李業輝   | 劇中飾演陳佳善之秘書。                                         | 劇中飾演陳佳善之秘書。                                                                                                 |
| 李耀堃   | 劇中飾演姜泰武之父。                                           | 劇中飾演姜泰武之父。                                                                                                   |
| 陳美濤   | 劇中飾演姜泰武之母。                                           | 劇中飾演姜泰武之母。                                                                                                   |
| 陳澄騫   | 劇中設定上是大排檔老闆娘。                                     | 劇中設定上是大排檔老闆娘。                                                                                             |
| 伍國明   | 林董                                                           | 劇中飾演高賦國際飲食集團高層。                                                                                         |
| 曾贊學   | 凱源                                                           | 劇中設定上是明星。 |
| 威浪     | 威浪                                                           | 原著角色為歌手MeloMance，劇中設定為台灣歌手。且其劇中單曲《也許這就是愛》已同步上線串流平台與其MV。                    |
| 邵子風   | 劇中設定上是流動漢堡餐車老闆。                                 | 劇中設定上是流動漢堡餐車老闆。                                                                                         |
| 鄭伊琪   | 凱婷                                                           | 劇中設定上是孫賀利及曾思敏之大學同學。                                                                                 |
| 周憬瑤   | 穎琪                                                           | 劇中設定上是孫賀利及曾思敏之大學同學。                                                                                 |
| 陳安瑩   | Sister Joanna                                                  | 劇中設定上是孤兒院修女。                                                                                               |
| 陸駿光   | 友情客串食客。                                                 | 友情客串食客。 |
| 麥子樂   | 友情客串食客。                                                 | 友情客串食客。 |
| 林耀聲   | 友情客串串燒店老闆。                                           | 友情客串串燒店老闆。                                                                                                   |

## 每集列表
| 集數 | 首播日期 | 標題                    | 備註   |
| 1    | 11月27日 | 與CEO相親               |        |
| 2    | 11月28日 | 短尾矮袋鼠              |        |
| 3    | 11月29日 | 奮鬥吧！美玲            |        |
| 4    | 11月30日 | 也許這就是愛            |        |
| 5    | 12月1日  | 假的真不了？            |        |
| 6    | 12月4日  | 一人分飾兩角            |        |
| 7    | 12月5日  | 尷尬而不失曖昧          |        |
| 8    | 12月6日  | 求心理陰影面積          |        |
| 9    | 12月7日  | 內心小鹿亂撞            |        |
| 10   | 12月8日  | 真的戀愛了              |        |
| 11   | 12月11日 | CEO不應談戀愛           | 結局篇 |
| 12   | 12月12日 | 戀事多磨                | 結局篇 |
| 13   | 12月13日 | 特別約會儀式            | 結局篇 |
| 14   | 12月14日 | 我與你的差距            | 結局篇 |
| 15   | 12月15日 | 社內有情人              | 大結局 |
| 16   | 12月16日 | 餃子試伏日              | 番外篇 |
| 17   | 12月16日 | 表姊妹私怨前傳          | 番外篇 |
| 18   | 12月16日 | 《奮鬥吧！美玲》真•結局 | 番外篇 |

## 歌曲
| 曲序 | 曲目         |        | 作曲   | 编曲         | 製作人 | 主唱           | 备注   |
| ---- | ------------ | ------ | ------ | ------------ | ------ | -------------- | ------ |
| 1.   | 我與你的差距 | 曾樂彤 | 徐浩   | 徐浩         | 徐浩   | 盧瀚霆、呂爵安 | 主題曲 |
| 2.   | 你的黑馬     | 曾樂彤 | 徐浩   | 徐浩         | 徐浩   | 呂爵安         | 插曲   |
| 3.   | 特別約會儀式 | 曾樂彤 | 徐浩   | 徐浩、黃兆銘 | 徐浩   | 盧瀚霆         | 插曲   |
| 4.   | 也許這就是愛 | 梁栢堅 | 潘雲峰 | 潘雲峰       | 潘雲峰 | 威浪           | 插曲   |

## 備註
1. 1 2  第16-18集為番外篇，只於ViuTV網上平台提供
2. ↑  第1-15集播映長度

## 外部連結
- MakerVille：社內相親 （页面存档备份，存于）
- ViuTV：社內相親（劇集重溫） （页面存档备份，存于）
- 豆瓣电影上《社內相親》的資料 （简体中文）
- YouTube上的ViuTV《社內相親》記者會LIVE
- YouTube上的《社內相親》FB LIVE 重溫！社內Family 陪你密密斟
- YouTube上的《社內相親》主題曲 - Anson Lo 盧瀚霆 & Edan 呂爵安《我與你的差距》MV
- YouTube上的你的黑馬（ViuTV 劇集《社內相親》插曲）
- YouTube上的特別約會儀式（ViuTV 劇集《社內相親》插曲）
- YouTube上的威浪《也許這就是愛》MV
- ViuTV：製作中（第32集）- 田牧CP合體親密感倍增 Anson Lo：Edan去完廁所唔洗手 （页面存档备份，存于）
- ViuTV：製作中（第33集）- Anson Lo Hanna當街激嘴 Shirley大爆Edan個嘴有XX味 （页面存档备份，存于）
- ViuTV：製作中（第34集）- 家英哥親揭回春秘密！！雪雪首見女婿火藥味濃？！AL霸氣護Hanna：妳有我OK！ （页面存档备份，存于）
- ViuTV：製作中（第35集）- EDAN踢爆一姐恨加床戲？！AL怒斥Hanna：同我除咗個XX佢！YOYO麥冬即席學跳Megahit！！ （页面存档备份，存于）
- ViuTV：製作中（第36集）- 開箱劇中Edan屋企！兄弟感情驚現危機？！ AL直言「好生外」 （页面存档备份，存于）
- ViuTV：製作中（第37集）- 情侶檔甜蜜上線 直撃 Hanna AnsonLo 約會現場 （页面存档备份，存于）
- ViuTV：製作中（第38集）- Edan為救Shirley瞓身狂砌糖兄 一窺E先生武打巨星育成之路
- ViuTV：製作中（第39集）- 霸氣壁咚Hanna 總裁恨將戀情曝光 （页面存档备份，存于）
- ViuTV：製作中（第40集）- Shirley竟因一事同蟑螂做best friend？！Edan直呼OMG （页面存档备份，存于）

## 電視節目的變遷
| 香港 ViuTV 星期一至五 21:30－22:30          | 香港 ViuTV 星期一至五 21:30－22:30          | 香港 ViuTV 星期一至五 21:30－22:30 |
| ------------------------------------------- | ------------------------------------------- | ---------------------------------- |
|                                             | 社內相親 （2023年11月27日－2023年12月15日） |                                    |
| 冰上火花 （2023年10月30日－2023年11月24日） | 法與情 （2023年12月18日—2024年1月13日）     |                                    |